# Grote Moskee van Khost
De Grote Moskee van Khost of kortweg de Khost-moskee is de grootste moskee in de stad Khost, in het zuidoosten van Afghanistan. Er kunnen tijdens elk gebed maximaal 2.000 aanbidders aanwezig zijn.
Het is belangrijk op te merken dat de stad Khost een aantal andere kleinere moskeeën heeft, die ook in het nieuws worden gerapporteerd als Khost-moskeeën.